# Pet organskih nevarnosti
Pet organskih nevarnosti je kip akademskega kiparja Marijana Mirta, postavljen leta 2002, ki stoji na Židovskem trgu v Mariboru.
Kip je sestavljen iz petih železnih skulptur, ki stojijo na betonskem podstavku in so namenome narejene iz železa, zato počasi rjavijo in s tem kažejo na razkrajanje kot enega izmed »organskih« (naravnih) procesov. Je avtorjeva prva skulptura, postavljena na javnem mestu.